# Équipe du Brésil de football à la Copa América 1999
L'équipe du Brésil de football participe à sa 29e Copa América lors de l'édition 1999 qui se tient au Paraguay du 29 juin 1999 au 18 juillet 1999. Elle se rend à la compétition en tant que vainqueur de la Copa América 1997.
Les Brésiliens atteignent la finale pour la troisième fois consécutive et conservent leur titre de champion d'Amérique du Sud (finaliste en 1995, vainqueur en 1997 et vainqueur en 1999). À titre individuel, les attaquants Rivaldo et Ronaldo terminent meilleurs buteurs de la compétition avec 5 réalisations. Rivaldo reçoit également la récompense de meilleur joueur de la Copa América 1999.

## Résultat

### Premier tour
| Classement final |           |     |   |   |   |   |    |    |      |
|                  | Équipe    | Pts | J | G | N | P | BP | BC | Diff |
| 1                | Brésil    | 9   | 3 | 3 | 0 | 0 | 10 | 1  | +9   |
| 2                | Mexique   | 6   | 3 | 2 | 0 | 1 | 5  | 3  | +2   |
| 3                | Chili     | 3   | 3 | 1 | 0 | 2 | 3  | 2  | +1   |
| 4                | Venezuela | 0   | 3 | 0 | 0 | 3 | 1  | 13 | -12  |

| 30 juin   | Brésil  | 7 | 0 | Venezuela |
| 30 juin   | Mexique | 1 | 0 | Chili     |
| 3 juillet | Brésil  | 2 | 1 | Mexique   |
| 3 juillet | Chili   | 3 | 0 | Venezuela |
| 6 juillet | Brésil  | 1 | 0 | Chili     |
| 6 juillet | Mexique | 3 | 1 | Venezuela |

| 30 juin 1999 | Brésil                                                                           | 7 – 0   | Venezuela | Estadio Antonio Oddone Sarubbi (Ciudad del Este) |                                                  |
|              | Ronaldo 28e, 62e · Emerson 40e · Amoroso 54e, 81e · Ronaldinho 74e · Rivaldo 82e | (2 - 0) |           | Spectateurs : 20 000 Arbitrage : Bonifacio Núñez | Spectateurs : 20 000 Arbitrage : Bonifacio Núñez |

| 3 juillet 1999 | Brésil                 | 2 – 1   | Mexique      | Estadio Antonio Oddone Sarubbi (Ciudad del Este) |                                                 |
|                | Amoroso 20e · Alex 45e | (2 - 0) | Terrazas 74e | Spectateurs : 25 000 Arbitrage : Gustavo Mendez  | Spectateurs : 25 000 Arbitrage : Gustavo Mendez |

| 6 juillet 1999 | Brésil             | 1 – 0,  | Chili | Estadio Antonio Oddone Sarubbi (Ciudad del Este)  |                                                   |
|                | Ronaldo 36e (pen.) | (1 - 0) |       | Spectateurs : 10 000 Arbitrage : Horacio Elizondo | Spectateurs : 10 000 Arbitrage : Horacio Elizondo |

### Quart de finale
| 11 juillet 1999 | Brésil                    | 2 – 1 | Argentine | Estadio Antonio Oddone Sarubbi (Ciudad del Este) |                                                 |
| | Rivaldo 32e · Ronaldo 48e | (1 - 1) | Sorín 10e | Spectateurs : 26 000 Arbitrage : Gustavo Mendez  | Spectateurs : 26 000 Arbitrage : Gustavo Mendez |
| Dida - Cafu, João Carlos, Antônio Carlos, Roberto Carlos - Emerson, Flávio Conceição, Zé Roberto ( 73e Beto), Rivaldo - Amoroso ( 81e Christian), Ronaldo | Équipes                   | Burgos - Pocchettino, Ayala, Samuel, Sorín ( 69e López) - Zanetti, Simeone ( 69e Cagna), Riquelme, Ortega - Palermo, Kily González |           | Spectateurs : 26 000 Arbitrage : Gustavo Mendez  | Spectateurs : 26 000 Arbitrage : Gustavo Mendez |

### Demi-finale
| 14 juillet 1999 | Brésil                    | 2 – 0 | Mexique | Estadio Antonio Oddone Sarubbi (Ciudad del Este) |                                               |
| | Amoroso 24e · Rivaldo 42e | (2 - 0) |         | Spectateurs : 10 000 Arbitrage : Byron Moreno    | Spectateurs : 10 000 Arbitrage : Byron Moreno |
| Dida - Cafu, João Carlos, Antônio Carlos, Roberto Carlos - Emerson, Flávio Conceição ( 78e Beto), Zé Roberto, Rivaldo - Amoroso ( 80e Alex), Ronaldo ( 75e Ronaldinho) | Équipes                   | Campos - Pardo, Márquez, Suárez, Carmona - Torrado, Terrazas ( 46e Ramírez), Palencia ( 54e Osorno), Zepeda - Hernández, Blanco |         | Spectateurs : 10 000 Arbitrage : Byron Moreno    | Spectateurs : 10 000 Arbitrage : Byron Moreno |

### Finale
| 18 juillet 1999 | Brésil                         | 3 – 0 | Uruguay | Estadio Defensores del Chaco (Asuncion)     |                                             |
| | Rivaldo 20e, 27e · Ronaldo 46e | (2 - 0) |         | Spectateurs : 30 000 Arbitrage : Óscar Ruiz | Spectateurs : 30 000 Arbitrage : Óscar Ruiz |
| Dida - Cafu, João Carlos, Antônio Carlos, Roberto Carlos - Emerson, Flávio Conceição, Zé Roberto, Rivaldo - Amoroso, Ronaldo Entraîneur : Vanderlei Luxemburgo | Équipes                        | Carini - Del Campo, Picún, Lembo, Bergara ( 74e Guigou) - Coelho ( 56e Alvez), Fleurquín, Vespa ( 46e Pacheco), Callejas - Magallanes, Zalayeta · Entraîneur : Víctor Púa |         | Spectateurs : 30 000 Arbitrage : Óscar Ruiz | Spectateurs : 30 000 Arbitrage : Óscar Ruiz |